# 小栗孝一
小栗 孝一（おぐり こういち、1929年12月5日 - 2015年10月8日）は、日本の実業家。
競走馬の馬主としても知られ、顕彰馬オグリキャップの初代馬主である。岐阜県郡上郡八幡町日の出町（現・郡上市）出身。

## 略歴
出生時の姓は和田。5歳のときに伯母（母の姉）の養子となり、小栗姓となった。高等小学校を卒業後は兄が勤める鉄工所で働き、1954年から米菓子の原料の仕入れ販売業、バーナーの開発・販売業、印刷機の販売業、次いで化学薬品製造業を営んだ。
馬主としては当初地方競馬の馬主資格しか有していなかったが、オグリキャップの活躍後の1989年7月に中央競馬の馬主資格も取得し、オグリローマンでクラシック優勝を達成した。

## 馬主としての所有馬

小栗の勝負服

服色は青、黄菱山形、桃袖赤一本輪を使用。
- オグリオー[1]
- オグリマンナ
- オグリキャップ（笠松競馬場所属時のみ[1]）
- オグリホワイト
- オグリローマン[1]
- オグリダンディ
- オグリシルク
- オグリオトメ
- オグリタイム
- オグリテツ
- オグリトウザイ